# عقوبة الإعدام
عقوبة الإعدام، عقوبة الموت أو تنفيذ حكم الإعدام هو قتل شخص بإجراء قضائي من أجل العقاب أو الردع العام والمنع. وتعرف الجرائم التي تؤدي إلى هذه العقوبة بجرائم الإعدام أو جنايات الإعدام.
وقد طبقت عقوبة الإعدام في كل المجتمعات تقريبًا، ما عدا المجتمعات التي لديها قوانين مستمدة من الدين الرسمي للدولة تمنع هذه العقوبة. وتعد هذه العقوبة قضية جدلية رائجة في العديد من البلدان، ومن الممكن أن تتغاير المواقف في كل مذهب سياسي أو نطاق ثقافي. وثمة استثناء كبير بالنسبة لأوروبا حيث أن المادة الثانية من ميثاق الحقوق الأساسية للاتحاد الأوروبي يمنع تطبيق هذه العقوبة.
واليوم، ترى منظمة العفو الدولية أن معظم الدول مؤيدة لإبطال هذه العقوبة  مما أتاح للأمم المتحدة أن تعطي صوتًا بتأييد صدور قرار غير ملزم لإلغاء عقوبة الإعدام. لكن أكثر من 60% من سكان العالم يعيشون في دول تطبق هذه العقوبة حيث أن الأربعة دول الأكثر سكانًا وهي جمهورية الصين الشعبية والهند والولايات المتحدة وإندونيسيا تطبق عقوبة الإعدام.

## تاريخ عقوبة الإعدام

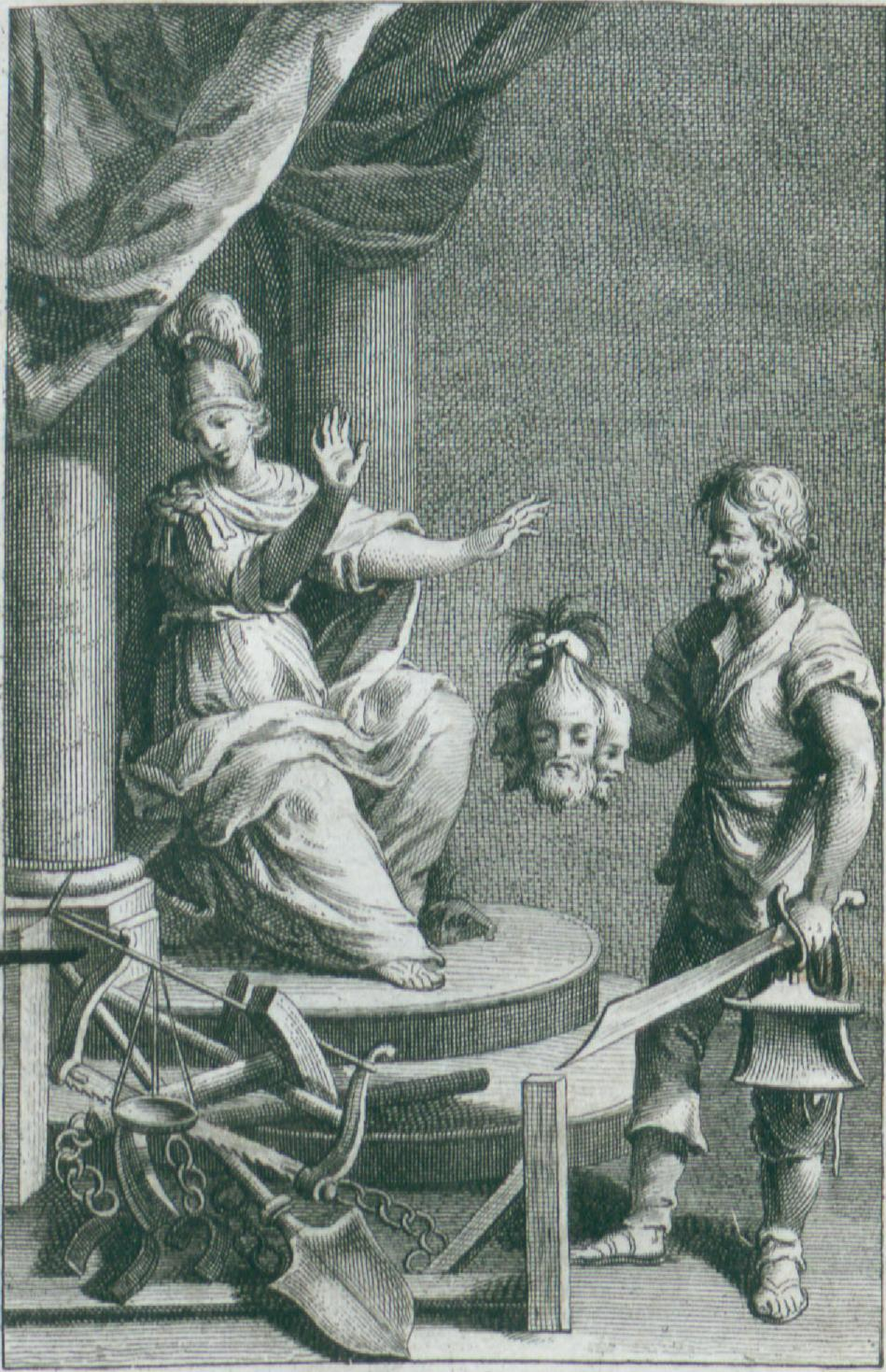
سيزاري بيكاريا, Dei delitti e delle pene

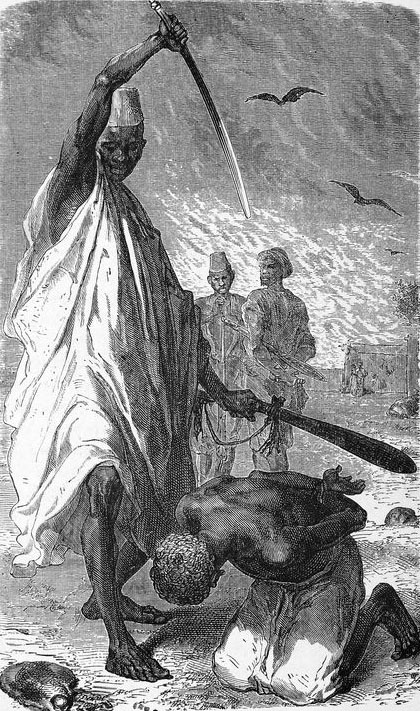

العقوبة في اللغة هي أن تحاسب المرء بما فعله  ومصطلح الإعدام هو إحالة وإبطال وجود شخص عن طريق وسائل مختلفة باختلاف القوانين والأعراف. وهي استئصال الجاني من المجتمع على نحو قطعيّ ونهائيّ.
طبق تنفيذ حكم الإعدام على المجرمين والخصوم السياسيين في كافة المجتمعات تقريبًا من أجل عقاب الجريمة وقمع المعارضة السياسية. وفي معظم البلدان التي تطبق هذه العقوبة، نجد أن الجرائم التي تستحقها في تلك البلاد هي القتل أو التجسس أو الخيانة أو كجزء من العدالة العسكرية. في بعض البلاد، تستوجب الجرائم الجنسية مثل الاغتصاب والزنا وزنا المحارم واللواط، وكذلك الجرائم الدينية مثل الردة في البلاد الإسلامية عقوبة الإعدام. وفي كثير من الدول التي تطبق عقوبة الإعدام يعتبر الاتجار بالمخدرات جناية تستوجب الإعدام. وفي الصين، ينفذ حكم الإعدام في جرائم مثل الاتجار بالبشر وكذلك في جرائم الفساد الخطيرة. وعرفت جميع جيوش العالم، من خلال المحاكم العسكرية، عقوبة الإعدام ضد جرائم مثل الجبن والهروب من الخدمة أو ساحة المعركة والعصيان والتمرد.

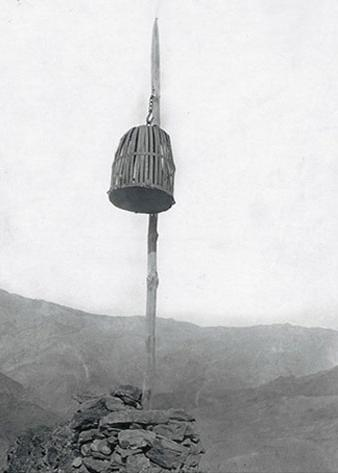
رجل محبوس في أفغانستان 1921

في عام 1921، كانت تعاقب جريمة قطع الطرق عقابًا شديدًا في أفغانستان . كان يتم سجن اللصوص في أقفاص معلقة وتركهم حتى يـموتـوا. يرجع تاريخ العمل بالإعدام الرسمي إلى بداية التاريخ المسجل. وتشير معظم السجلات التاريخية والعديد من الممارسات القبلية البدائية إلى أن عقوبة الإعدام كانت جزءًا من نظامها القضائي. وقد تضمنت العقوبات المجتمعية ضد الإساءة بصفة عامة أن يقدم المذنب تعويضًا، بالإضافة إلى العقاب البدني والهجر والنفي والإعدام. وفي المجتمعات الصغيرة، كانت الجرائم نادرة. علاوة على ذلك، يتردد الكثير في إصدار أو دعم عقوبة الإعدام على فرد من أفراد مجتمعهم. من أجل ذلك، كانت عقوبتا الإعدام والنفي نادرتين إلى حد بعيد. وعادة، كان التعويض والتجنب هما العقوبتان الكافيتان كشكل من أشكال العدالة.
ومع ذلك، كان ينظر إلى هذه العقوبات على أنها غير فعالة تجاه الجرائم التي يرتكبها الغرباء. فتنوعت طرق العقاب من الضرب والاسترقاق إلى الإعدام. من ناحية أخرى، تضمنت ردود الأفعال للجرائم التي ترتكبها قبائل أو مجتمعات مجاورة العفو الرسمي أو التعويض أو النزاع الدموي.في الواقع، يحدث النزاع الدموي أو الثأر عندما يفشل التحكيم بين العائلات أو القبائل أو في حالة عدم وجود نظام تحكيم من الأساس. وقد شاع هذا النوع من العدالة قبل ظهور نظام حكم يعتمد على دين رسمي أو دين منظم. وربما يكون سببه الجريمة أو النزاع على الأرض أو الإخلال بـ العرف الاجتماعي. وتؤكد قوانين القصاص على قدرة الجماعات على الدفاع عن نفسها والإعلان للأعداء وكذلك الحلفاء أن أي اعتداء على الأملاك أو الحقوق أو الأشخاص لن يمر دون عقاب. ومع ذلك، فعلى أرض الواقع كان من الصعب التمييز بين حرب ثأرية وحرب غزو.
اشتملت العقوبات التاريخية القاسية على صورًا كثيرة مثل عجلة التكسير والسلق حتى الموت وسلخ الجلد والتشريح البطيء ونزع الأحشاء والصلب والخوزقة والسحق (حيث كان من أشكاله السحق تحت اقدام الفيل والرجم والإعدام بـالحرق وتقطيع الأوصال والنشر وقطع الرأس والغرف والتعفن والتعليق بإطارات مشتعلة. وقد اشتملت تفاصيل التحكيم القبلي فيما يخص النزاع الدموي على تسويات سلمية تتم غالبًا في إطار ديني بالإضافة إلى نظام التعويض. وقد اعتمد نظام التعويض على مبدأ الاستبدال الذي ربما يشمل تعويض مادي (مثل قطعان الماشية والرقيق) أو استبدال العرائس والعرسان أو دفع دين الدم. وتقتضي قواعد التسوية مقابلة دم الإنسان بـدم الحيوان، أو نقل ملكية أو دفع دية أو تقديم شخص آخر للإعدام في بعض الحالات. ولم يكن من الضروري أن يكون ذلك الشخص المقدم للإعدام هو المرتكب الأصلي للجريمة لأن النظام اعتمد على القبائل وليس الأفراد. وكان من الممكن الفصل في موضوع الثأر من خلال اجتماعات مثل الثينج عند الفايكينج. وقد تبقى بعض الأنظمة الناشئة عن النزاعات الدموية موجودة جنبًا إلى جنب مع نظم شرعية متقدمة أو يتم الاعتراف بها من قبل المحاكم (مثل المحاكمة عن طريق القتال أو المبارزة).
في الفترة ما بين 1797 إلى 1865، قام بتنفيذ 516 حالة إعدام، ويظهر بوجاتي في الصورة وهو يعرض نشوق على أحد المحكوم عليهم بالإعدام. قامت مدينة الفاتيكان بإلغاء عقوبة الإعدام في 1969 م .وتعد المبارزة من إحدى طرق الثأر الحديثة. في أنحاء معينة من العالم، ظهرت أمم في صورة جمهوريات قديمة أو ممالك أو قلة قبلية حاكمة. وغالباً ما كانت تربط هذه الأمم روابط لغوية أو دينية أو أسرية مشتركة. علاوة على ذلك، توسعت هذه الأمم عن طريق غزو قبائل أو أمم مجاورة. ونتيجةً لذلك، ظهرت طبقات متعددة من العائلات المالكة والنبلاء والعوام والرقيق. وبالتالي انصهر نظام التحكيم القبلي في شكل موحد من أشكال العدالة ينظم العلاقة الرسمية بين الطبقات المختلفة بدلاً من القبائل. ومن أول وأشهر الأمثلة هو شريعة حمورابي الشهير الذي وضع العقوبات وأنماط التعويض المختلفة حسب الطبقات والمجموعات المختلفة سواء من أهالي الضحية أو مرتكب الجريمة. وتنص التوراة (العقيدة اليهودية)، والتي تعرف بأسفار موسى الخمسة وهي الأسفار الخمسة الأولى من العهد القديم، على عقوبة الموت جزاءً للقتل العمد وخطف الأشخاص طمعًا في فدية والسحر وانتهاك حرمة يوم السبت والتجديف في الدين بالإضافة إلى سلسلة عريضة من الجرائم الجنسية، على الرغم من أن الدلائل كانت تشير إلى ندرة تنفيذ الإعدام. وهناك مثال آخر مأخوذ عن اليونان القديمة وهو النظام الشرعي الأثيني، والذي تم تدوينه لأول مرة على يد «دراكو» في حوالي عام 621 قبل الميلاد؛ وتم تطبيق عقوبة الموت على سلسلة عريضة من الجرائم على الرغم من أن «صولون» أبطل دستور دراكو ونشر قوانين جديدة مبقيًا فقط على البنود الخاصة بالقتل. وتنتسب كلمة draconian، والتي تعني في العربية شديد القسوة، إلى قوانين دراكو. وقد استخدم الرومان عقوبة الموت أيضاً كجزاء لفئة عريضة من الجرائم.
ويقر الإسلام بصفة عامة بوجود عقوبة الإعدام. فقد كان الخلفاء العباسيين في بغداد مثل «المعتضد» يتصفون بالقسوة في عقوباتهم. وفي قصص «ألف ليلة وليلة» المعروفة أيضاً باسم الليالي العربية نجد أن الراوية الخيالية شهرزاد قد تم تصويرها على أنها صوت التعقل والرحمة، فقد عارضت عقوبة الموت من خلال موقفها الفلسفي. حيث عبرت عن ذلك من خلال العديد من حكاياتها مثل «التاجر والجني» و«الصياد والجني» و«التفاحات الثلاث» وحكاية «الأحدب».
بطريقة مشابهة، في القرون الوسطى وبداية أوروبا الحديثة، قبل ظهور نظام السجن الحديث، كانت عقوبة الموت معممة كشكل من أشكال العقاب. فعلى سبيل المثال، في بريطانيا عام 1700 م، كانت هناك 222 جريمة يمكن معاقبتها بالإعدام منها جرائم قطع الأشجار وسرقة الحيوانات. ونظراً لهذا القانون الدموي المشين، كانت بريطانيا مكان لا يمكن العيش فيه في القرن الثامن عشر وأوائل القرن التاسع عشر. فعلى سبيل المثال تم شنق مايكل هاموند وأخته آن في قرية King's Lynn يوم الأربعاء، الثامن والعشرين من سبتمبر لعام 1708 بسبب السرقة وكانت أعمارهما 7 و11 عاماً على الترتيب. ومع ذلك، لم تعتبر الصحف المحلية أن تنفيذ حكم الإعدام على طفلين أمراً يستحق النشر.
وعلى الرغم من أن العديد يخضع إلى حكم الإعدام في الصين كل عام في العصر الحديث، إلا أنه في حين من الدهر تم إلغاء هذه العقوبة في عهد سلالة تانج الحاكمة. وكان ذلك في عام 747، عندما شرع بذلك الإمبراطور «تايزونج» من أسرة تانج الحاكمة (حكم من عام 712 إلى عام 756) الذي سبق وأن كان الشخص الوحيد في الصين الذي له السلطة في الحكم على المجرمين بعقوبة الإعدام. وعلى الرغم من ذلك، كانت عقوبة الإعدام غير متكررة نسبيّاً حيث وصلت إلى 24 حالة إعدام في عام 730 و58 حالة في عام 736. وبعد مرور مائتي عام كان هناك شكل من أشكال تنفيذ حكم الإعدام يطلق عليه «لينج تشي» وهو يعني التقطيع البطيء«، أو الموت عن طريق جرح الشخص ألف جرح، وقد استخدم في الصين من عام 900 بعد الميلاد حتى تم إلغاؤه في 1905.
وعلى الرغم من تطبيق هذه الطريقة على نطاق واسع، فإنه لم تكن هناك مناشدات بالإصلاح. وفي القرن الثاني عشر، كتب دارس القانون»موسى بن ميمون «، وهو يهودي شرقي» إنه من الأفضل أن يتم تبرئة ألفٍ من المذنبين على أن يحكم على إنسان بريء بالإعدام". "وقد جادل أن تنفيذ حكم الإعدام على مجرم دون تأكد مطلق سوف يقود إلى ما هو أسوأ من ذلك وهو التقليل من تحمل عبء الإثبات حتى يصل بنا الحال إلى أن يتم إدانة شخص على هوى القاضي. وكان اهتمامه منصبّاً على احترام العامة للقانون، وقد رأى أن الأخطاء الارتكابية أكثر تهديدا من أخطاء السهو والإهمال.
شهدت القرون الماضية ظهور العديد من الدول القومية الحديثة. ويعتبر مفهوم المواطنة هو المفهوم الأساسي بالنسبة للدول القومية. وأدى هذا إلى ارتباط العدل بالمساواة والشمولية، والذي شهد في أوروبا ظهور مفهوم الحقوق الطبيعية. ومن المظاهر الهامة أيضاً تواجد رجال الشرطة في الطرقات وظهور مؤسسات التعويضات الدائمة. وأصبحت عقوبة الموت رادع غير ضروري لمنع الجرائم الصغرى كالسرقة. كما أن الحجة القائلة بأن أفضلية الردع على العقاب هي المبرر الرئيسي للعقاب تعد الصفة المميزة لنظرية الاختيار العقلاني، فضلاً عن إمكانية ملاحظة ذلك عند «سيزار بيكاريا» في بحثه عن «الجرائم والعقوبات» (1764) والذي أدان التعذيب وعقوبة الإعدام، و«جيريمي بنثام» الذي انتقد عقوبة الإعدام. بالإضافة إلى ذلك. وقد أثير نقل تنفيذ أحكام الإعدام إلى داخل السجون بعيداً عن رؤية عامة الناس بعد ما أقره في بادئ الأمر «بيكاريا» في إيطاليا، و«تشارلز ديكينز» و«كارل ماركس» فيما بعد عن زيادة الجرائم العنيفة في أوقات وأماكن الإعدام.
يعتبر القرن العشرين من أكثر العصور دموية في تاريخ البشرية. فقد انتشر القتل بشكل فاحش نتيجة للحروب بين الدول القومية. وكان عدد كبير من عمليات الإعدام يتم بشكل فوري دون محاكمة الأعداء المقاتلين. كما أقرت المنظمات العسكرية الحديثة عقوبة الإعدام كوسيلة لحفظ النظام العسكري. فعلى سبيل المثال، أعدمت الحكومة السوفيتية 158.000 جندي بسبب الهروب من الجندية أثناء الحرب العالمية الثانية. وفي الماضي، كان الجبن أو الغياب دون إذن أو الهروب من الجندية أو العصيان أو السلب أو التقاعس تحت نيران العدو أو عدم إطاعة الأوامر جرائم يعاقب عليها بالإعدام.
ومنذ استخدام الأسلحة النارية، أصبح هناك طريقة شائعة للإعدام تستخدم دائماً في الغالب وهي الإعدام رمياً بالرصاص. علاوة على ذلك، أقرت العديد من الدول الاستبدادية ذات الحكومات الفاشية أو الشيوعية عقوبة الإعدام كوسيلة فعالة للقمع السياسي. وإزاء مثل هذه العقوبة الـمتطرفة، بدأت المنظمات المدنية في التأكيد بشكل متزايد على مفهوم حقوق الإنسان وإبطال عقوبة الإعدام.
ومن بين بلاد العالم، أبطلت معظم الدول الأوروبية ودول منطقة المحيط الهادي (أستراليا ونيوزيلندا وتيمور الشرقية) وكندا العمل بهذه العقوبة. وفي أمريكا اللاتينية، ألغت معظم الدول هذه العقوبة تماماً، بينما لا تزال دول مثل البرازيل تقر هذه العقوبة في حالات استثنائية مثل الخيانة العظمى التي ترتكب أثناء الحرب. وأبقت الولايات المتحدة (الحكومة الفيدرالية و35 من ولاياتها) وغواتيمالا ومعظم دول الكاريبي وأغلبية الدول الديمقراطية في آسيا مثل اليابان والهند وأفريقيا مثل بوتسوانا وزامبيا على عقوبة الإعدام. وبالنسبة لجنوب أفريقيا التي تعتبر أكثر الأمم الأفريقية تقدماً والتي أصبحت ديمقراطية منذ 1994، فهي لا تقر هذه العقوبة. ولا تزال هذه العقوبة موضع جدال في تلك الدولة بسبب ارتفاع معدل الجرائم العنيفة بما فيها القتل والاغتصاب.

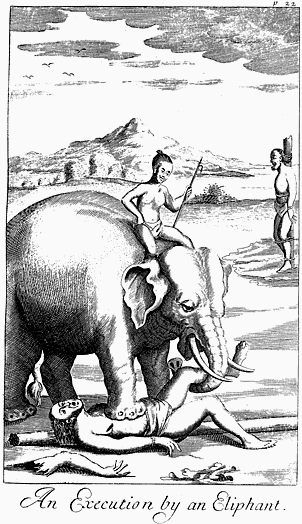
محكوم عليه بالإعدام يتعرض لتقطيع أوصاله بواسطة فيل في سيلان.رسم من كتاب An Historical Relation of the Island Ceylon الذي كتبه روبرت نوكس (1681)

إن عقوبة الإعدام تمثل قضية مثيرة للجدل في بعض الثقافات. وتتمثل حجة مؤيدي عقوبة الإعدام في أنها تردع الجريمة وتمنع العود، فهم يرونها أقل تكلفةً على الحكومات من حياة المجرم داخل السجن وتعتبر صورة مناسبة من صور العقاب لبعض الجرائم. على صعيد آخر، تتمثل حجة معأرضي هذه العقوبة في أنها تؤدي أحيانًا إلى إعدام الأبرياء وتتحيز ضد الأقليات والفقراء، كما أنها لا تردع المجرمين بشكل أكبر من السجن مدى الحياة بل إنها تشجع ثقافة العنف وتعتبر مكلفة أكثر من السجن مدى الحياة بالإضافة إلى أنها تنتهك حقوق الإنسان. تعتبر عقوبة الإعدام مثلها مثل بعض الإجراءات الحكومية المفترض أن تكون في سبيل المصلحة العامة عرضةً للنقد من حيث أنها قد تؤدي إلى الدوافع الشريرة المعاكسة والمخاطر الأخلاقية. ومنذ سبعينيات القرن العشرين، تم رفض افتراضية الردع بإجماع الباحثين والأكاديميين في مجال سياسة العدل استنادًا إلى افتراضية مضادة وهي وحشية السلوك العام.

### الاتجاه نحو أساليب إعدام إنسانية
في وقت مبكر في نيو إنجلاند، كان تنفيذ الإعدام موقفا مهيبا ومحزنا، وكان يحضره أحيانًا حشود كبيرة تستمع إلى قبسات إنجيلية من قبل الوعاظ والسياسيين المحليين. وتسجل جريدة Courant أكبر جريدة يومية في كونيتيكت واقعة إعدام عامة في 1 ديسمبر 1803، وتقول «لقد تصرفت الجمعية بطريقة منظمة ومهيبة طوال المناسبة لدرجة تجعل أحد النبلاء المارين والذي له معرفة بدول أخرى بالإضافة إلى هذه الجمعية المهذبة والوقورة، يعتقد أن مثل هذه الجمعية لا يمكن أن توجد في مكان أخر إلا في نيو إنجلاند». وطالما دعت اتجاهات في معظم دول العالم لتنفيذ عقوبات الإعدام بطريقة أقل ألمًا وأكثر إنسانية. وقد اخترعت فرنسا المقصلة من أجل ذلك السبب في السنوات الأخيرة من القرن الثامن عشر، كما حظرت بريطانيا الإعدام عن طريق نزع الأحشاء وتقطيع الجسم إلى أربعة أجزاء في باكورة القرن التاسع عشر. من ناحية أخرى تم استبدال الشنق عن طريق ربط الشخص في أعلى سلم أو تدليته من مؤخرة عربة متحركة مما يسبب الموت عن طريق الاختناق، بالشنق حيث يتم إسقاط الشخص من مسافة عالية من أجل فصل الرقبة وقطع الحبل الشوكي. وفي الولايات المتحدة، تم استخدام الكرسي الكهربي وحجرة الغاز كطرق إعدام أكثر إنسانية بديلة للشنق، لكن حل محلهما الحقنة المميتة الذي لاقى اعتراضًا بسبب الألم الشديد الذي يسببه. على الرغم من ذلك، ما زالت بعض الدول تستخدم طرق الشنق البطيء وقطع الرأس بالسيف والرجم الذي نادرًا ما يتم تطبيقه.

### إبطال العقوبة
لقد تم منع عقوبة الإعدام في الصين بين عامي 747 و759. وفي إنجلترا، تضمنت الأحكام النهائية الإثني عشر لأتباع «جون ويكليف» The Twelve Conclusions of the Lollards والتي كتبت عام 1395 بيانًا عامًا يعترض على هذه العقوبة. ناقش كتاب Utopia الذي نشر عام 1516 للسير توماس مور جدوى هذه العقوبة في صورة حوار ينتهي دون الوصول إلى نتيجة حاسمة. وقد نشأت الكثير من المعارضات الحديثة لهذه العقوبة تأثرًا بكتاب الإيطالي سيزار بيكاريا «عن الجرائم والعقوبات»Dei Delitti e Delle Pene، والذي تم نشره في عام 1764. وفي هذا الكتاب، لم يهدف بيكاريا إلى إظهار الظلم فحسب، لكن بيان عبث التعذيب وعقوبة الإعدام من وجهة نظر الرعاية الاجتماعية. ونتيجة لتأثره بهذا الكتاب، قام الدوق الأكبر «ليبولد الثاني» دوق هابسبيرج، وهو ملك شهير متأثر بحركة التنوير الفلسفية وإمبراطور مقبل للنمسا، بإلغاء عقوبة الإعدام في دوقية توسكانا الكبرى التي ستصبح مستقلة فيما بعد، ويعد هذا أول إبطال دائم لهذه العقوبة في العصر الحديث. وفي 30 نوفمبر، بعد إيقاف تنفيذ عقوبة الإعدام فعليًا (كان آخرها في 1769) أعلن ليبولد تعديل قانون العقوبات الذي ألغى عقوبة الإعدام وأمر بتدمير كل أدوات الإعدام في بلده. وفي عام 2000، قامت السلطات الإقليمية في توسكانا بتخصيص إجازة سنوية في 30 نوفمبر للاحتفال بذكرى هذا الحدث. وتحتفل 300 مدينة حول العالم بذكرى هذا الحدث الذي يطلق عليه مدن من أجل يوم الحياة.
وقامت الجمهورية الرومانية بمنع عقوبة الإعدام في عام 1849. وسارت على دربها فنزويلا وألغت عقوبة الإعدام في 1863 وكذلك سان مارينو التي لغت العقوبة في عام 1865. وكانت آخر عملية إعدام في سان مارينو في عام 1868. في البرتغال، تم إلغاء عقوبة الإعدام في عام 1867 بعد تقديم مقترحات تشريعية عامي 1852 و1863.
وفي المملكة المتحدة، تم إلغاء عقوبة الإعدام في عام 1973 عدا في حالة الخيانة العظمى، وقد كانت آخر عملية إعدام في عام 1964. وتم إلغاؤها نهائياً عام 1998. وقامت فرنسا بإلغائها في عام 1981، وكندا في عام 1976، وأستراليا في عام 1985. وفي عام 1977، أكدت الجمعية العامة للأمم المتحدة في قرار رسمي على أنه من الأنسب تقليل عدد الجنايات التي تطبق عليها عقوبة الإعدام بشكل مستمر، مع الوضع في الاعتبار الرغبة في منع هذه العقوبة في كل أنحاء العالم.
وفي الولايات المتحدة، كانت ولاية ميشيغان هي أول ولاية تمنع هذه العقوبة في 18 مايو 1864. وفي الوقت الجاري بداية من 18 مارس 2009، تحظر 15 ولاية من الولايات المتحدة بالإضافة إلى مقاطعة كولومبيا عقوبة الإعدام.
وتعتبر بوروندي هي آخر دولة تبطل العمل بعقوبة الإعدام لجميع الجرائم في 22 أبريل عام 2009. ويعارض الكثيرون من الناشطين من أجل حقوق الإنسان عقوبة الإعدام معتبرين إياها عقوبة قاسية وغير إنسانية ومهينة. كما تعتبر منظمة العفو الدولية تلك العقوبة بمثابة الإنكار التام لحقوق الإنسان!!.
من الممكن إلغاء حكم الإعدام في المملكة العربية السعودية في حالة التعزير إذا اعفى ولي الأمر .و في حالة القصاص إذا عفى ورثة الدم وحتى في حالة الحد شرط الاعتراض والالتماس على الحكم .و في أغسطس عام 2018 أصدر الملك سلمان القانون الخاص بالأحداث والذي ينص على عقوبة السجن لمدة أقصاها 10 سنوات على الأحداث، في الحالات التي قد يحكم فيها بالإعدام .و ذلك باستثناء الجرائم التي يعاقب عليها بالإعدام بموجب الشريعة الإسلامية .

## التطبيق المعاصر

### التوزيع العالمي
| خريطة العالم لعقوبة الإعدام ألغيت لكل الجرائم ألغيت للجرائم التي لم ترتكب في ظروف استثنائية (كظروف الحرب) ألغيت عملياً عقوبة قانونية لجرائم معينة |

منذ الحرب العالمية الثانية، أصبح هناك اتجاه مستمر نحو إبطال عقوبة الإعدام. ففي عام 1977، قامت 16 دولة بتأييد مبدأ الإلغاء. وبداية من 1 مايو 2009، قامت 93 دولة بإلغائها، منها 10 دول ألغتها مع إمكانية العمل بها في ظروف معينة، بالإضافة إلى 36 دولة لم يعملوا بها لمدة 10 سنوات على الأقل أو كانوا في فترة تعليق العمل بهذه العقوبة. بينما أبقت 58 دولة بقوة على عقوبة الإعدام.
وخلال عام 2007، تم الحكم على 3000 فرد أو أكثر بعقوبة الإعدام، وفي نهاية العام ذاته كان حوالي 25000 فرد ينتظرون تنفيذ حكم الإعدام وتقاسمت باكستان والولايات المتحدة نصف هذا العدد من حالات الإعدام. وتعد الصين أكبر دولة تنفيذًا لعقوبة الإعدام. وقد قدرت منظمة العفو الدولية أن عدد المعدومين في الصين خلال عام 2007 هو 470، لكن العدد الصحيح قدر ب 6000. وبعيدًا عن الصين، تم إعدام 800 شخص في 23 دولة بحيث تحتفظ كل من إيران والمملكة العربية السعودية وباكستان والعراق والولايات المتحدة بنصيب الأسد في هذه العمليات. وقد نفذت كل من السعودية واليمن عقوبة الإعدام على أفراد من أجل جرائم ارتكبوها وهم أحداث مخالفة للقانون الدولي.
وقد نفذت عمليات الإعدام في البلاد التالية في عام 2007:
أفغانستان، بنغلاديش، بيلاروسيا، بتسوانا، الصين، مصر، غينيا الاستوائية، إندونيسيا، إيران، العراق، اليابان، الكويت، ليبيا، كوريا الشمالية، باكستان، السعودية، سنغافورا، الصومال، السودان، سوريا، الولايات المتحدة، فيتنام، اليمن.
وفي عام 2007، تم تنفيذ أكبر عدد من عقوبات الإعدام القابلة للإثبات في 6 دول مدونة في الأسفل باستثناء الولايات المتحدة، حيث يعتقد أن تلك الأرقام الواردة عنها أقل في التقدير:
أكثر عمليات الإعدام التي نفذت في 2007
| الدولة | الرقم                              | حالات الإعدام بالنسبة لكل مليون نسمة في الدولة |
| --- | ---------------------------------- | ---------------------------------------------- |
| الصين | 470+ (وقدرتها مصادر أخرى بـ 5000)1 | 0.36+ (وقدرتها مصادر أخرى بـ 3.78)1            |
| إيران | 317+                               | 4.50+                                          |
| المملكة العربية السعودية | 143+                               | 5.18+                                          |
| باكستان | 135+                               | 0.78+                                          |
| الولايات المتحدة | 42                                 | 0.14                                           |
| العراق | 33+                                | 1.13+                                          |
| 1. بناءً على مجموعة من الأدلة المنشورة والشفهية، وتؤكد مؤسسة Dui Hua أن العدد الحقيقي لحالات الإعدام في الصين من الممكن أن يسجل نسبة مرتفعة تصل إلى 5000 (أي 3.78 بالنسبة لكل مليون نسمة) Dui Hua estimates that around 5,000 people were executed in China in 2007. |                                    |                                                |

وفي 2008، بلغ معدل تنفيذ العقوبة في العالم 2390 حالة على الأقل بحيث كان العدد في أعلى خمسة دول يمثل 93% من العدد الإجمالي، حيث تسببت الصين في إعدام ما يقرب من 1,718، وبلغ نصيب إيران 346، والمملكة العربية السعودية 102، والولايات المتحدة 37، وباكستان 36.
أصبح تطبيق عقوبة الإعدام مقيدًا بشكل متزايد في الدول التي أبقت عليه. وتعد سنغافورا واليابان والولايات المتحدة هي الدول المتقدمة الوحيدة التي أبقت على عقوبة الإعدام، وشهد العراق في عام 2021 إعدام (340) معتقلا في السجون الحكوميّة .
كانت عقوبة الإعدام تطبق بشكل مستفحل في البلاد الفقيرة والاستبدادية التي تستخدم عقوبة الإعدام كوسيلة للقمع السياسي. وخلال ثمانينيات القرن العشرين، أدت حركة نشر الديمقراطية في أمريكا اللاتينية إلى زيادة عدد الدول المؤيدة لإبطال العمل بهذه العقوبة. وقد أعقب ذلك في وقت وجيز، سقوط الشيوعية في أوروبا الوسطى وأوروبا الشرقية مما أثار الطموح إلى دخول الاتحاد الأوروبي فيما بعد. وفي هذه الدول، يختلف التأييد العام لعقوبة الإعدام لكنه هذا التأييد في تراجع مستمر. ويلزم كل من الاتحاد الأوروبي ومجلس أوروبا وبشدة عدم تطبيق عقوبة الإعدام. من ناحية أخرى، أدى الاتجاه السريع إلى التصنيع في آسيا في زيادة عدد الدول المتقدمة الراغبة في تطبيق عقوبة الإعدام. في تلك الدول، تلقى عقوبة الإعدام تأييدًا شعبيًا، ولا تعير الحكومة أو الإعلام بالاً لهذا الأمر. وقد تبع هذا الاتجاه بعض من دول أفريقيا ودول الشرق الأوسط حيث يرتفع تأييد هذه العقوبة.
واستأنفت بعض الدول تطبيق عقوبة الإعدام بعدما علقت تنفيذها لفترات طويلة. فقد علقت الولايات المتحدة تنفيذ الإعدام عام 1972 ثم عادت إليه عام 1977؛ كذلك لم تنفذ أي حالة من حالات الإعدام في الهند في الفترة من 1995 وحتى 2004، كما أعلنت سريلانكا انتهائها من تعليق تنفيذ أحكام الإعدام على الرغم من أنها لم تنفذ أيًا من أحكام الإعدام حتى الآن. بالإضافة إلى ذلك، قامت الفلبين بإعادة تطبيق العقوبة في عام 1993 بعدما أبطلتها عام 1978، لكنها أبطلتها مرة أخرى عام 2006.
في نوفمبر / تشرين الثاني 2022 ، قالت منظمات حقوقية إن المملكة العربية السعودية استأنفت عمليات الإعدام السرية في جرائم المخدرات. في عام 2018 ، تعهد ولي العهد الأمير محمد بن سلمان بـ "تقليل" عقوبة الإعدام. كان النظام قد قال إن المتهمين بجرائم القتل العمد أو القتل العمد فقط هم من سيحكم عليهم بالإعدام. ومع ذلك ، كشفت تقارير نوفمبر 2022 أن السلطات أعدمت 17 شخصًا في 10 أيام بتهم مخدرات غير عنيفة. وضمت 7 سعوديين و 4 سوريين و 3 باكستانيين و 3 أردنيين. تضمنت عمليات الإعدام بشكل كبير قطع الرؤوس بالسيف ، وبذلك وصل إجمالي عمليات الإعدام في 2022 إلى 137 على الأقل. وقد تجاوزت العدد الإجمالي لعمليات الإعدام لعامي 2020 و 2021. وقالت الأمم المتحدة إنها غير متأكدة من عدد الأشخاص المحكوم عليهم بالإعدام. ومع ذلك ، قالت المنظمة الأوروبية السعودية لحقوق الإنسان (ESOHR) إن ما يقرب من 54 شخصًا آخر ، بينهم 8 قاصرين ، ينتظرون تنفيذ حكم الإعدام فيهم.,,

### تطبيق عقوبة الإعدام لجنايات المخدرات.
تطبق العديد من الدول حكم الإعدام على مرتكبي جرائم المخدرات. وقد انتقد ناشطو حقوق الإنسان هذا الأمر بشدة. وبعد إعدام أسترالي في سنغافورة بتهمة تهريب المخدرات، صرح رئيس وزراء أستراليا «جون هاورد» قائلاً أن «العقوبة لا تناسب الجريمة بكل تأكيد». يعتبر الكثيرون أن تطبيق عقوبة الإعدام مقابل الجرائم المخدرات انتهاكًا شديدًا لحقوق الإنسان.
وهذه قائمة بالدول ذات النصوص والأحكام القانونية التي تقضي بتطبيق عقوبة الإعدام على الجرائم المتعلقة بالمخدرات:
 الولايات المتحدة (على الرغم من أن القانون الفيدرالي ينص على عقوبة الإعدام إزاء جرائم معينة من جرائم المخدرات، ليس هناك أي حالة تنتظر تنفيذ عقوبة الإعدام بتهمة متعلقة بالمخدرات).
 إيران
 سنغافورة
  الهند (لم يتم تطبيق عقوبة الإعدام على مثل هذه الجرائم) 
  الكويت
 بنغلاديش
 إندونيسيا
 مصر (عقوبة الإعدام للتجار أما المتعاطي فالعقوبة هي الأشغال الشاقة المؤبدة) 
 السعودية (القتل تعزيراً لمهرّب المخدرات، وأما المتعاطي فعقوبته مختلفة قد تكون سجن فقط) 
 ماليزيا
 باكستان
 أفغانستان
 زيمبابوي
 بروني
 فيتنام
 لاوس
 العراق
 عمان
 جمهورية الصين

### تطبيق الإعدام في دول معينة
- لاحظ أن على الرغم من اختلاف القوانين بين الولايات الأمريكية تعد الولايات المتحدة من الدول التي تطبق عقوبة الإعدام، نظرًا لاستمرار تطبيق عقوبة الإعدام الفيدرالية.

### المجرمين الأحداث
أصبح تطبيق عقوبة الإعدام على المجرمين الأحداث (المجرمين أقل من 18 عامًا عند ارتكاب الجريمة) أمرًا نادر الحدوث بشكل كبير. فمنذ 1990 نفذت تسعة دول حكم الإعدام على مجرمين من أجل جرائم ارتكبوها وهم في عمر الأحداث، وتضم هذه الدول كل من الصين وجمهورية الكونغو الديمقراطية وإيران ونيجيريا وباكستان والمملكة العربية السعودية والسودان والولايات المتحدة واليمن. ومنذ ذلك الحين، قامت كل من الصين وباكستان والولايات المتحدة واليمن برفع الحد الأدنى من عمر الأحداث إلى 18 عامًا. ومنذ ذلك الوقت، سجلت منظمة العفو الدولية 61 حكمًا مؤكدًا بالإعدام في دول متعددة لكل من الأحداث والبالغين الذين اتهموا بجرائم ارتكبوها وهم أحداث. ولا تسمح الصين بتطبيق عقوبة الإعدام على من هم أقل من 18 عامًا، على الرغم من ورود أنباء عن تنفيذ حكم الإعدام على أطفال. وأبطلت المحكمة العليا في الولايات المتحدة تطبيق عقوبة الإعدام على من هم أقل من 16 عامًا في قضية Thompson v. Oklahoma والتي وقعت في عام (1988) وألغت تطبيقها على جميع الأحداث في قضية Roper v. Simmons والتي وقعت في عام (2005). وفي الفترة بين عام 2005 ومايو 2008، وردت أنباء أن إيران وباكستان والسعودية والسودان واليمن قد قاموا بتنفيذ حكم الإعدام على مجرمين أطفال، وكانت إيران أكثر الدول تنفيذًا لأحكام الإعدام على الأطفال.
في بداية عام 1642 في أمريكا البريطانية، قامت الولايات والحكومة الفيدرالية في الولايات المتحدة بتنفيذ حكم الإعدام على ما يقدر بـ 365 من المجرمين الأحداث. وفي عام 2002، أعلنت المحكمة العليا في الولايات المتحدة أن تطبيق عقوبة الإعدام على ذوي التأخر العقلي ليس من الدستور، في قضية Atkins v. Virginia.' 
وقامت كل الدول باستثناء الصومال والولايات المتحدة بالتوقيع والتصديق على اتفاقية حقوق الطفل التي أقرتها الأمم المتحدة، والتي تمنع تطبيق عقوبة الإعدام على الأحداث تحت الفقرة 37 (أ). وتقر اللجنة الفرعية لتعزير وحماية حقوق الإنسان التابعة للأمم المتحدة أن تطبيق عقوبة الإعدام على الأحداث أصبح مخالفًا للقواعد القطعية في القانون الدولي العرفي. وتشترك غالبية الدول في العهد الدولي للحقوق المدنية والسياسية (نظرًا للمادة 6-5 يحظر تطبيق عقوبة الإعدام على الجرائم التي يرتكبها أشخاص تحت 18 عامًا....).
وفي اليابان يعتبر سن 18 عامًا هو الحد الأدنى لعقوبة الإعدام وفقًا للمعايير الدولية. ولكن طبقًا للقانون الياباني، يعتبر الأفراد تحت 20 عامًا أحداثًا. وفي الوقت الراهن، هناك ثلاثة رجال في انتظار تنفيذ حكم الإعدام إزاء جرائم ارتكبوها وهم في عمر الثامنة والتاسعة عشر.

#### إيران وإعدام الأطفال
على الرغم من تصديق إيران على اتفاقية حقوق الطفل والعهد الدولي للحقوق المدنية والسياسية، تعتبر إيران أكثر دول العالم تنفيذًا لحكم الإعدام على المجرمين الأحداث حتى أنها نالت إدانة دولية. ويعتبر سجل هذه الدولة هو بؤرة اهتمام حملة أوقفوا إعدام الأطفال.
وتستحوذ إيران على ثلثي العدد الكلي من تنفيذ أحكام الإعدام في العالم، وحاليًا هناك 140 فرد ينتظرون تنفيذ حكم الإعدام على جرائم ارتكبوها وهم أحداث (وقد ارتفع العدد عن 71 في عام 2007). وقد أصبح تنفيذ حكم الإعدام الذي تم منذ وقت قريب، على كل من «محمود عسكري» و«عياض مرهوني» و«مكوان مولودزاده» رموزًا دولية لتطبيق إيران لعقوبة الإعدام على الأطفال، وللنظام القضائي الإيراني الذي يقر هذه الأحكام.

#### الصومال
هناك دليل على تنفيذ أحكام الإعدام على الأطفال في أنحاء الصومال التي يحكمها اتحاد المحاكم الإسلامية. ففي أكتوبر 2008, تم دفن فتاة تدعى «عائشة إبراهيم دولولو» حتى رقبتها في أرض ملعب كرة القدم ثم تم رجمها حتى الموت أمام أكثر من ألف فرد. وقد حدث الرجم بعد زعم قائل باعترافها بارتكاب الزنا في محكمة شريعة في كيسمايو وهي مدينة يحكمها منشقون إسلاميون. وطبقًا لما قاله المنشقون الإسلاميون، فقد أرادت تطبيق الشريعة.
وعلى الرغم من ذلك، صرحت مصادر أخرى أن الضحية صرخت متوسلة طلبًا للرحمة، لكن تم دفعها إلى الحفرة ودفنت حتى رقبتها. وفي وقت لاحق، علمت منظمة العفو الدولية أن الفتاة كانت تبلغ 13 عامًا (أي طفلة) وقبض عليها بواسطة ميليشيات الشباب بعدما اعترفت بقيام ثلاثة رجال باغتصابها.

### طرق الإعدام
تشمل طرق تنفيذ حكم الإعدام الإعدام بالكهرباء والإعدام رميًا بالرصاص، وغيرها من طرق إطلاق النار، والرجم في الدول الإسلامية بالإضافة إلى قطع الرأس بالسيف، وغرفة الغاز والشنق والحقنة المميتة.

## الإعدام بين مؤيد ومعارض
غالبًا ما تمثل عقوبة الإعدام موضع جدال. يحتج المعارضون لتطبيق عقوبة الإعدام بأنها أفضت إلى إعدام أبرياء مشيرين إلى أن السجن مدى الحياة بديلاً أكثر فعالية وأقل من حيث التكلفة، ويجادل المؤيدون لعقوبة الإعدام بأنها عقوبة مبررة في حالة القتلة استنادًا إلى مبدأ العقاب، ويضيفون إلى ذلك أن السجن مدى الحياة ليس وسيلة رادعة بشكل فعال، وأن عقوبة الإعدام تؤكد على الحق في الحياة عن طريق المعاقبة الصارمة لمن ينتهكونها.

### الإعدام الجائر
يعد الإعدام الجائر من أشكال إخفاق العدالة ويحدث عند الحكم على شخص بريء بعقوبة الإعدام. وقد أعلن الكثيرون أن هناك ضحايا أبرياء لعقوبة الإعدام. وصرح البعض أن حوالي 39 حكم إعدام تم تنفيذه في الولايات المتحدة وسط وجود أدلة قوية على البراءة أو الشك الجاد في الذنب. وقد أتاح استخدام دليل الحمض النووي مؤخرًا تبرئة أكثر من 15 سجين كانوا محتجزين في زنزانة الإعدام منذ 1992 في الولايات المتحدة، لكن دليل الحمض النووي يكون متاحًا فقط في حالات قليلة من الجرائم الكبرى. وفي المملكة المتحدة، أدت المراجعات التي قامت بها لجنة مراجعة القضايا الجنائية إلى حالة عفو واحدة وثلاث حالات تبرئة والتعويض المالي بشأن الأفراد الذين تم إعدامهم ما بين عامي 1950 و 1953، عندما كان متوسط معدل الإعدام في إنجلترا وويلز 17 حالة في العام.

### رأي العامة في عقوبة الإعدام
يختلف الناس في تأييد تطبيق عقوبة الإعدام. ففي الدول الديمقراطية التي تؤيد إبطالها والتي تعارضها، يلقى موقف الحكومة تأييدًا واسعًا ولا ينال إلا حظًا قليلاً من اهتمام السياسيين ووسائل الإعلام. في بعض الدول الرامية إلى إبطال عقوبة الإعدام، يوجد تأييدًا من غالبية الشعب للعمل بعقوبة الإعدام. وغالبًا ما كان سبب إبطال تطبيق العقوبة هو التغيير السياسي مثل أن تتحول دولة من النظام الديكتاتوري إلى النظام الديمقراطي، أو عندما تدخل دولة الاتحاد الأوروبي.
تعتبر الولايات المتحدة استثناءً جديرًا بالذكر، فقد حظرت بعض الولايات تطبيق تلك العقوبة لعدة عقود (كان أولها ولاية ميشيغان عندما أبطلتها في عام 1847)، بينما تطبقها بعض الولايات إلى حد كبير حتى الآن. تبقى عقوبة الإعدام قضية جدلية تمثل محورًا لمناظرات ساخنة. وفي أماكن أخرى، يندر إبطال هذه العقوبة نظرًا للمناقشة العامة لمزاياها وثمراتها.
وفي البلدان التي تؤيد إبطال العقوبة، يثار الجدل حولها بسبب الجرائم الوحشية على الرغم من قيام عدد قليل من الدول بإعادة العمل بالعقوبة بعد إبطالها. وقد دفعت سلسلة من الجرائم العنيفة كجرائم القتل والهجمات الإرهابية بعض الدول مثل سريلانكا وجامايكا إلى إنهاء موراتوريوم عقوبة الإعدام. وفي البلاد التي تؤيد تطبيق العقوبة، فإن الجدل حولها يثار أحيانًا بسبب إخفاق العدالة، على الرغم من أن مثل هذا الأمر من شأنه بذل جهود تشريعية لتحسين الإجراء القضائي بدلاً من إلغاء العقوبة.
وقد أوضح استطلاع رأي أجرته مؤسسة غالوب في عام 2000 أن هناك تأييدًا عالميًا لتطبيق عقوبة الإعدام بلغت نسبته أكثر من 52%، حيث أعرب الخاضعين للاستفتاء عن تأييدهم لهذه العقوبة. وقد أجري عدد من استطلاعات الرأي والدراسات في السنوات الأخيرة وأظهرت نتائج متنوعة.
وفي استطلاع رأي أجرته مؤسسة غالوب، أيد 64% من الأمريكان تطبيق عقوبة الموت على الأشخاص المتهمين بجريمة القتل، بينما عارضها 30%، وبلغت نسبة الذين ليس لديهم رأي تجاه الموضوع 5%.
وفي الولايات المتحدة، تشير دائمًا استطلاعات الرأي إلى أن الأغلبية تؤيد تطبيق العقوبة. وكشف استطلاع أجراه تليفزيون أيه بي سي في يوليو 2006 أن 65% يؤيدون عقوبة الإعدام، وهذا يتفق مع استفتاء آخر أجري عام 2000. ويرى نصف الشعب الأمريكي تقريبًا أن عقوبة الإعدام لا تطبيق بالشكل الكافي غالبًا، ويعتقد 60% أنها تطبق بشكل عادل حسب استفتاء مؤسسة غالوب في مايو 2006. وعلاوة على ذلك، تظهر استطلاعات الرأي انقسام العامة عند التخيير بين تطبيق عقوبة الإعدام والسجن مدى الحياة دون إطلاق سراح مشروط، عند التعامل مع المجرمين الأحداث. ويرى 6 من كل 10 أفراد أن عقوبة الإعدام لا تردع القتل، ويعتقد الأغلبية أن هناك فرد بريء واحد على الأقل تم إعدامه في الخمسة أعوام الماضية.

### موقف المنظمات الدولية من عقوبة الإعدام
قدمت الأمم المتحدة قرارًا خلال الجلسات الاثنين وستين للجمعية العمومية عام 2007 تنادي فيه بالحظر العالمي لتطبيق عقوبة الإعدام. وقد صدقت اللجنة الثالثة التي تتناول قضايا حقوق الإنسان بمعدل 99 صوت مؤيد إلى 52 معارض مع 33 حالة امتناع في صالح قرار 15 نوفمبر 2007، وقد رفع إلى الجمعية للتصويت عليه في 18 ديسمبر. وفي 2008 أيضًا، تبنت أغلبية الولايات قرارًا ثانيًا ينادي بتعليق تطبيق العقوبة، وذلك في الجمعية العمومية للأمم المتحدة (اللجنة الثالثة) 20 نوفمبر. وقد أعطت 105 دولة أصوتها في صالح مشروع القرار، وصوتت ضده 48 دولة وامتنعت 31 دولة أخرى. وقد قدمت بعض التعديلات من قبل أقلية صغيرة من الدول المؤيدة لعقوبة الإعدام، ولكن تم رفضها جميعًا. وفي 2007، أصدرت الجمعية العمومية قرارًا غير ملزم (وقد لاقى 104 صوت مؤيد و54 معارض و29 امتناع) وطلبت الجمعية العمومية من الدول الأعضاء أن تعلق تطبيق العقوبة مع دراسة إلغاء عقوبة الإعدام.

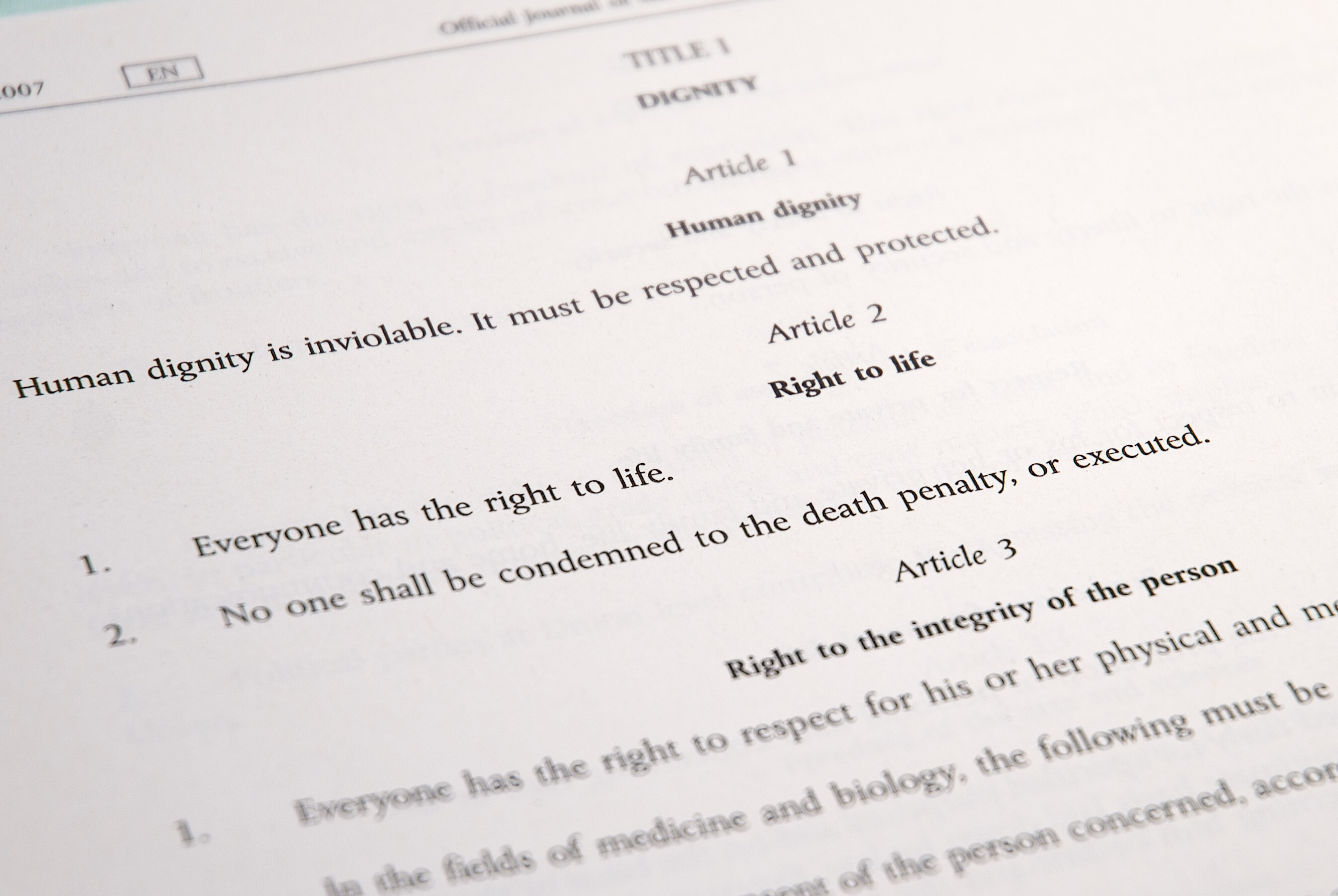
تنص المادة الثانية من ميثاق الحقوق الأساسية للاتحاد الأوروبي على منع عقوبة الإعدام في الاتحاد الأوروبي.

 ثمة عدد من الاتفاقيات على المستوى الإقليمي يحظر استخدام عقوبة الإعدام، من بينها البروتوكول السادس (الذي يحظر استخدام هذه العقوبة في وقت السلم) والبروتوكول الثالث عشر (الذي يحظر استخدامها في جميع الأوقات) من الاتفاقية الأوروبية لحماية حقوق الإنسان. كما أن البروتوكول الثاني من الاتفاقية الأمريكية لحماية حقوق الإنسان قد حظر اللجوء إلى هذا النوع من العقوبات، على الرغم من أن هذه الاتفاقية لم يتم التصديق عليها في جميع دول الأمريكتين، لا سيما كندا والولايات المتحدة. علاوة على ذلك، لا تشترط معظم الاتفاقيات الدولية نافذة المفعول حظر استخدام عقوبة الإعدام في حالة الجرائم الكبرى، مثل العهد الدولي للحقوق المدنية والسياسية. فهذه الاتفاقية – بالإضافة إلى عدد آخر من الاتفاقيات المماثلة – بدلاً من أن تحظر عقوبة الإعدام، وضعت بروتوكولاً اختياريًا يحظر تنفيذها ويشجع على إلغائها.
قامت العديد من الهيئات الدولية بجعل إلغاء عقوبة الإعدام (خلال وقت السلم) شرطًا للاشتراك في عضويتها، لعل أبرزها الاتحاد الأوروبي ومجلس أوروبا.
إن كلاً من الاتحاد الأوروبي ومجلس أوروبا على استعداد لقبول موراتوريوم (تعليق تطبيق) عقوبة الإعدام كإجراء مؤقت. وبالتالي، على الرغم من أن روسيا تعتبر إحدى الدول الأعضاء في مجلس أوروبا، وتطبق عقوبة الإعدام حسب قوانينها، فإنها لم تطبقه بشكل علني منذ انضمامها لعضوية المجلس. وثمة العديد من الدول الأخرى على الرغم من إلغائها عقوبة الإعدام قانونًا خلال وقت السلم وفعليا في جميع الأوقات، فإنها لم تصدق بعد على البروتوكول رقم 13، وبالتالي ليست ملزمة على المستوى الدولي أن تمتنع عن تطبيق عقوبة الإعدام في وقت الحرب أو في حالة التهديد الوشيك بالحرب (مثل أرمينيا ولاتفيا وبولندا وإسبانيا  تعتبر إيطاليا آخر دولة صدقت على هذا البروتوكول في 3 مارس 2009.
شهدت تركيا مؤخرًا تعديلاً في نظامها القانوني، وذلك سعيًا منها وراء الانضمام لعضوية الاتحاد الأوروبي. كانت تركيا قد فرضت وقف تطبيق عقوبة الإعدام فعليًا حيث كان آخر حكم بالإعدام لديها في عام 1984. ثم ألغت بعد ذلك عقوبة الإعدام من القانون المستخدم في وقت السلم، وذلك في أغسطس من عام 2000. وفي مايو 2004، قامت تركيا بتعديل الدستور كي تلغي تطبيق عقوبة الإعدام في جميع الأوقات. وصدّقت على البروتوكول الثالث عشر من الاتفاقية الأوروبية لحماية حقوق الإنسان في فبراير 2006. نتيجة لذلك، أضحت أوروبا قارة لا تطبق عقوبة الإعدام. كما أن جميع الدول – باستثناء روسيا التي أوقفت تطبيق عقوبة الإعدام – قد صدقت على البروتوكول السادس من الاتفاقية الأوروبية لحماية حقوق الإنسان، وذلك فيما عدا بيلاروس التي لم تشترك في عضوية مجلس أوروبا. وقد حاولت الجمعية البرلمانية لمجلس أوروبا إقناع الدول المراقبة التي لم تزل تطبق عقوبة الإعدام وكذلك الولايات المتحدة واليابان كي تقوم بإلغاء هذا النوع من العقوبات وإلا فقدت عضويتها كدولة مراقبة.
ومن بين الهيئات غير الحكومية التي تعارض تطبيق عقوبة الإعدام، تتميز منظمة العفو الدولية ومراقبة حقوق الإنسان بموقفهما المعارض. وقد قامت العديد من مثل هذه الهيئات بالإضافة إلى النقابات العمالية والمجالس المحلية ونقابات المحامين بتكوين تحالف عالمي لمناهضة تطبيق عقوبة الإعدام وذلك في عام 2002.

## عقوبة الإعدام من وجهة نظر دينية

### البوذية
ثمة خلاف في الرأي بين أتباع الديانة البوذية فيما يتعلق بما إذا كانت البوذية تحرم عقوبة الإعدام أم لا. على الرغم من أن الوصية الأولى من الوصايا الخمس للبوذية تدور حول الامتناع عن تدمير الحياة. كما أن الفصل العاشر من كتاب تعاليم بوذا الدامابادا ينص على أن:
الجميع يخشى العقاب؛ الجميع يخشى الموت، مثلك تمامًا. لذا، لا تقتل أو تتسبب في قتل أحد. الجميع يخشى العقاب، والجميع يحب الحياة، مثلك تمامًا. لذا، لا تقتل أو تتسبب في مقتل أحد.
أما الفصل السادس والعشرين والأخير من كتاب تعاليم بوذا، فينص على أن: «البراهمن هو ذلك الذي يترك السلاح ويتجنب العنف تجاه جميع المخلوقات. فهو لا يقتل أو يساعد في القتل». إن مثل هذه الجمل يفسرها العديد من البوذيين (خاصةً في الغرب) كأمر صريح ضد مساندة أي إجراء قانوني قد يؤدي إلى عقوبة الإعدام. ومع هذا، فثمة آراء متعارضة بهذا الخصوص، كما هو الحال غالبًا عند تفسير النصوص الدينية المقدسة. في الماضي، كانت معظم البلاد التي تعتبر البوذية البوذية فيها الديانة الرسمية قد فرضت تطبيق عقوبة الإعدام في حالة جرائم معينة. ولكن، يتمثل الاستثناء الوحيد المميز في إلغاء عقوبة الإعدام على يد الإمبراطور الياباني ساجا في عام 818. وقد استمر ذلك حتى عام 1165 على الرغم من أن عقوبة الإعدام ظلت مستخدمة في الأقاليم الصغيرة كنوع من الثأر. ولا تزال اليابان حتى اليوم تفرض عقوبة الإعدام، على الرغم من أن ثمة بعض وزراء العدل قد رفضوا التوقيع على الأمر بالإعدام مستشهدين بمعتقداتهم البوذية كأسباب لرفضهم. أما بقية الدول التي تسود فيها البوذية، فتختلف في سياستها. على سبيل المثال، ألغت بوتان عقوبة الإعدام في حين أن تايلاند ما زالت تطبقها، هذا على الرغم من أن البوذية هي الديانة الرسمية في كلا البلدين.

### اليهودية
من الناحية النظرية، لا تعارض التعاليم اليهودية الرسمية تطبيق عقوبة الإعدام، بيد أن الدليل المقدم اللازم لتنفيذ حكم الإعدام لا بد وأن يكون جازمًا وقاطعًا. ولكن من الناحية العملية، ألغيت هذه العقوبة طبقًا للعديد من القرارات المبنية على نصوص التلمود، الأمر الذي جعل المواقف التي يمكن فرض عقوبة الإعدام فيها مستحيلة وافتراضية. «منذ أربعين عامًا قبل أن يتم تدمير» المعبد اليهودي في القدس عام 70ميلاديًا، بالتحديد في عام 30 ميلاديًا، قام المجلس الأعلى اليهودي (السنهدريم) بإلغاء عقوبة الإعدام وجعلها عقوبة افتراضية لتعكس قسوة العقاب ولكن يجب تركها لينفذها الله وحده وليس عبادة الذين لا يعتبرون معصومين من الخطأ.
في كليات الحقوق، يدرس الطلاب القول الشهير الذي يرجع للقرن الثاني عشر والمأخوذ من دارس القانون اليهودي موسى بن ميمون:
إنه من الأفضل والأكثر إرضاءً تبرئة ألف شخص مذنب على وضع شخص واحد بريء على شفا الموت.
وقد جادل أن تنفيذ حكم الإعدام على مجرم دون تأكد مطلق سوف يقود إلى ما هو أسوأ من ذلك وهو التقليل من تحمل عبء الإثبات حتى يصل بنا الحال إلى أن يتم إدانة شخص على هوى القاضي. لقد كان ابن ميمون مهتمًا بضرورة أن يحمي القانون صورته أمام الشعب كي يحافظ على قوته وتأثيره واحترامهم له.

### الإسلام
قسمت الشريعة الإسلامية العقوبات إلى ثلاثة أنواع، وهي: الحدود والقصاص والتعزير، وحددت عقوبة الإعدام في جرائم الحدود والقصاص، فالعقوبة الأصلية لجريمة القتل العمد هي القصاص أي قتل القاتل، إذا ما توافرت أركان الجريمة في حقه، ومع ذلك فقد أحاطت تطبيق هذه العقوبة القاسية بسياج من الضمانات والكثير من الشروط. أما إذا عفا ولي الدم فإن العقوبة التعزيرية الواجبة لجريمة القتل، واختلف الفقهاء فيها على ثلاثة اتجاهات: فابن حزم يرى عدم العقاب مطلقًا بعد العفو، أما الإمام مالك فقدر العقوبة التعزيرية بمائة جلدة والسجن سنة، بينما يرى أبو حنيفة والشافعي وأحمد أن الجاني إذا كان معروفًا بالشر فإن للإمام أن يعزره بما يرى، حسب ما تقتضيه ظروف البيئة والمجتمع.
يرى علماء الدين الإسلامي أن عقوبة الإعدام يبيحها الإسلام ولا يحرمها في حالة القصاص، ولكن للضحية أو أسرته الحق في العفو. وفي الفقه الإسلامي، فإن تحريم ما لم يحرمه الله يعد حرامًا من الأساس. وبالتالي، فمن المستحيل إلغاء تطبيق عقوبة الإعدام إلغاءً تامًا التي تؤيد على نحو واضح، لأنها ضرورة لردع الجناة واستقامة الحياة في المجتمع ولكن في حالات قصوى ولا يحكم بها إلا قاضى وهو أعلى درجة من المفتي في حدود القضية.
قد تقضي الشريعة الإسلامية بضرورة تطبيق عقوبة الإعدام في حالة الارتداد عن الدين الإسلامي، وكذلك الرجم بالحجارة حتى الموت في حالة الزاني المحصن (المتزوج) إذا اعترف أو شهد عليه أربعة شهود بمعاينة تامه لواقعة الزنا بالكيفية الشرعية، بيد أن ثمة اختلافًا شاسعًا بين الدول الإسلامية وبعضها فيما يتعلق بتنفيذ هذه العقوبة فعليًا. علاوة على ذلك، ينص القرآن الكريم على أنه يمكن التسامح في عقوبة الإعدام في حالة العفو والصفح عند القتل بنوعيه الخطأ والعمد، يقول الله في سورة البقرة:  يَا أَيُّهَا الَّذِينَ آمَنُوا كُتِبَ عَلَيْكُمُ الْقِصَاصُ فِي الْقَتْلَى الْحُرُّ بِالْحُرِّ وَالْعَبْدُ بِالْعَبْدِ وَالْأُنْثَى بِالْأُنْثَى فَمَنْ عُفِيَ لَهُ مِنْ أَخِيهِ شَيْءٌ فَاتِّبَاعٌ بِالْمَعْرُوفِ وَأَدَاءٌ إِلَيْهِ بِإِحْسَانٍ ذَلِكَ تَخْفِيفٌ مِنْ رَبِّكُمْ وَرَحْمَةٌ فَمَنِ اعْتَدَى بَعْدَ ذَلِكَ فَلَهُ عَذَابٌ أَلِيمٌ  ، وكما فرض القرآن تطبيق عقوبة الإعدام في جرائم الحد، فإنه قد أباحها أيضًا في جرائم الاغتصاب كخيار مع القاضى حسب الحالة بشروط التي تدخل تحت مسمى ترويع الآمنين وبالتالي فإنها تقضي بقتلهم. وبدلاً من ذلك، يعتبر القتل جريمة مدنية يطبق عليه قانون القصاص الذي من خلاله يحق لأسرة القتيل عقاب الجاني إما بالإعدام على يد السلطات القانونية أو بدفع الدية كنوع من التعويض. يقول لله في سورة المائدة:  مِنْ أَجْلِ ذَلِكَ كَتَبْنَا عَلَى بَنِي إِسْرَائِيلَ أَنَّهُ مَنْ قَتَلَ نَفْسًا بِغَيْرِ نَفْسٍ أَوْ فَسَادٍ فِي الْأَرْضِ فَكَأَنَّمَا قَتَلَ النَّاسَ جَمِيعًا وَمَنْ أَحْيَاهَا فَكَأَنَّمَا أَحْيَا النَّاسَ جَمِيعًا وَلَقَدْ جَاءَتْهُمْ رُسُلُنَا بِالْبَيِّنَاتِ ثُمَّ إِنَّ كَثِيرًا مِنْهُمْ بَعْدَ ذَلِكَ فِي الْأَرْضِ لَمُسْرِفُونَ   إن عبارة «فساد في الأرض» تحمل العديد من المعاني، ولكنها تُفسر عمومًا كإشارة إلى الجرائم التي تؤثر على المجتمع ككل وتزعزع بنيانه. ومن الجرائم التي تندرج تحت هذا الوصف:
- الخيانة التي يساعد فيها شخص ما أحد أعداء العالم الإسلامي
- الارتداد عن الإسلام في حالة محاربة المسلمين بعدها بالسيف وبشروط يحددها القاضي
- القرصنة في الأرض أو البحر أو الجو كخيار يحدده القاضي حسب الحالة
- الاغتصاب
- الزنا (للمحصن)
- اللواط والسحاق للمحصنة فقط
- تهريب المخدرات
- القتل العمد
- السحر[81]

### المسيحية
على الرغم من أن بعض تعاليم يسوع ترفض عقوبة الإعدام في إنجيل لوقا وإنجيل مَتَّى، كمقولته من ضربك على خدك الأيمن فأدر له خدك الأيسر، وفي الحادثة التي يدافع المسيح عن امرأة زانية تتعرض للرجم بالحجارة فيقول للجماهير موبخًا إياهم: «من كان منكم بلا خطيئة فليرجمها بحجر»، هذه الحادثة لا تساند عقوبة الإعدام. بالإضافة إلى هذا، هناك قائمة كاملة بالمواقف التي لا تدعم تنفيذ عقوبة الإعدام. وتتباين آراء المسيحيين في هذا الأمر. فالوصية السادسة (الخامسة تبعًا للكنائس الرومانية الكاثوليكية واللوثرية) تقول «لا تقتل». ولكن نظرًا لأن بعض المذاهب المسيحية ليس لديها موقف حاسم لهذا الشأن، فإن المسيحيين المنتمين لهذه المذاهب ليس عليهم اتخاذ أي قرار بناءً على قناعاتهم الشخصية بل حسب تعاليم كنيستهم.

#### الكنيسة الرومانية الكاثوليكية
في يونيو 2004، صدرت مذكرة إلى أساقفة الولايات المتحدة، يذكر فيها البابا بنديكت السادس عشر (المعروف وقتئذٍ بجوزيف كاردينال راتزينجر) ما يلي: "لا تتمتع جميع القضايا الأخلاقية المرتبطة بالقتل بالأهمية نفسها التي تتمتع بها قضيتا الإجهاض والقتل الرحيم. قد يكون هناك تباين مشروع في الرأي حتى بين الكاثوليك حول شن الحروب وتطبيق عقوبة الإعدام، ولكن ذلك غير صحيح فيما يتعلق بقضية الإجهاض والقتل الرحيم.
كانت الكنيسة في الماضي تقبل بعقوبة الإعدام اتباعًا لدراسات توما الأكويني الدينية (الذي اعتبر عقوبة الإعدام إجراءً رادعًا ضروريًا، ولكن لا يمكن استغلاله كوسيلة للثأر والانتقام.
وفي إنجيل الحياة، ترى الكنيسة أن عقوبة الإعدام يجب تجنب تطبيقها ما لم تكن الوسيلة الوحيدة لحماية المجتمع من المجرم الصادرة بحقه هذه العقوبة، وأنه بالنظر إلى قانون العقوبات المستخدم حاليًا فإن وجود موقف كهذا يتطلب الإعدام يعد شيءًا نادر الحدوث أو مستحيلاً. كذلك، تتبنى التعاليم الشفهية للكنيسة الكاثوليكية موقفًا مشابهًا لذلك.

#### الكنيسة الأنجليكانية والأسقفية
في عام 1988، أدان مؤتمر لامبيث لأساقفة الكنيسة الأنجليكانية والأسقفية عقوبة الإعدام قائلًا:

#### الكنيسة الميثودية المتحدة
تدين الكنيسة الميثودية المتحدة – بالإضافة إلى غيرها من الكنائس الميثودية – عقوبة الإعدام وترى أنه لا يمكن أن تتقبل العقاب أو انتقام المجتمع من الجاني سببًا لقتل روح إنسان. كما تؤمن الكنيسة بأن عقوبة الإعدام تطبق بشكل مجحف وظالم على الأشخاص المهمشين في المجتمع كالفقراء والأميين والأقليات الإثنية والدينية والمصابين بالأمراض العقلية أو النفسية. ويطالب المؤتمر العام للكنيسة الميثودية المتحدة أساقفته بمعارضة عقوبة الإعدام، وكذلك يطالب الحكومات بوقف فوري لتنفيذ أحكام الإعدام.

#### الكنيسة البروتستانتينية اللوثرية في أمريكا
في 1991، أعربت الكنيسة البروتستانتينية اللوثرية في أمريكا من خلال بيان للسياسة الاجتماعية عن موقفها الرافض لعقوبة الإعدام. وقد صرحت أن الانتقام يعد دافعًا أساسيًا لتطبيق عقوبة الإعدام وإن الشفاء الحقيقي لن يتم إلا بتوبة الجاني وعفو الضحية أو أسرته.

#### المؤتمر المعمداني الجنوبي
قام المؤتمر المعمداني الجنوبي المنعقد في عام 2000 بتجديد إيمان ورسالة المعمدانيين. وقد تمت الموافقة بشكل رسمي في المؤتمر المعمداني الجنوبي على تطبيق عقوبة الإعدام في الولايات المتحدة. وأعلن المتحدثون في المؤتمر أنه من واجب الولاية إعدام المذنبين بجريمة القتل وأن الله شرع استخدام عقوبة الإعدام في ميثاق نوح.

#### فئات أخرى من الكنائس البروتستانتية
تبنى العديد من الزعماء الدينين المهمين في بدايات حركة الإصلاح البروتستانتي– ومنهم مارتن لوثر وجون كالفين – طريقة التفكير التقليدية التي تدافع عن تطبيق عقوبة الإعدام. كما أن اعتراف أوجسبرج الخاص بالكنيسة اللوثرية قد دافع بوضوح عن تطبيق هذه العقوبة. وقد اقتبس بعض طوائف البروتستانت من سفر التكوين 9:5-6 ورسالة بولس الرسول إلى أهل رومية 13:3-4 وسفر اللاويين 20: 1-27 كأساس لإباحة تطبيق عقوبة الإعدام.
وقد عارضت جماعات المينونايت الممثلة في كنيسة الأخوة وجمعية أصدقاء تنفيذ عقوبة الإعدام منذ بداية تأسيس الحركة ولا تزال تعارضها حتى يومنا الحالي.وقد استشهدت هذه الجماعات وغيرها من المسيحيين الآخرين المعارضين لتنفيذ عقوبة الإعدام بعظة الجبل التي ألقاها المسيح (المدونة في الإصحاح 5-7 من إنجيل متّي) وعظة السهل (المدونة في إنجيل لوقا الإصحاح 17:6-49). ففي هاتين العظتين، يقول يسوع لأتباعه «من ضربك على خدك، فاعرض له خدك الأخر» وأن يحبوا أعداءهم، وهو ما تراه هذه الجماعات كمطالبة بمبدأ اللاعنف، وبالتالي معارضة عقوبة الإعدام.

#### المسيحية الأرثوذكسية الشرقية
تعارض المسيحية الأرثوذكسية الشرقية عقوبة الإعدام، حيث تعتقد أن القتل أمر خاطئ في كل الظروف.

#### المسيحية السرية
تدين جماعة الوردة والصليب وغيرها من مدارس المسيحية السرية عقوبة الإعدام في كل الأحوال.

## الإعدام في الأدب ووسائل الإعلام

### الأدب
- تصف الأناجيل إعدام يسوع المسيح بالتفصيل وتكون هذه الأخبار القصة الأساسية في العقيدة المسيحية. كما تكثر الصور التي توضح صلب المسيح في الفن المسيحي.
- تعد رواية Damon and Pythias للكاتب «فاليرياس ماكسيموس» من أشهر الأمثلة التي تجسد قيمة الإخلاص. كان «ديمون» قد حكم عليه بالإعدام (على الرغم من عدم توضيح السبب وراء هذا الحكم) وعرض عليه صديقه «بيثياس» أن يؤدي العقوبة بدلاً منه.
- «حادثة جسر أول كريك» قصة قصيرة كتبها أمبروز بيرس ونشرت لأول مرة عام 1890. تتناول القصة إعدام أحد المتعاطفين مع التحالف الأمريكي خلال الحرب الأهلية الأمريكية.
- وفي رواية A Tale of Two Cities للكاتب «تشارلز ديكنز» تنتهي الأحداث بإعدام الشخصية الرئيسية في الرواية.
- فيكتور هوجو في روايته آخر يوم في حياة رجل محكوم عليه بالإعدام (Le Dernier Jour d'un condamné) يصف هوجو أفكار متهم قبل تنفيذ حكم الإعدام، ومن الملاحظ أنه في مقدمة الرواية، تناول هوجو تفصيلاً اعتراضه على عقوبة الإعدام.
- وشملت المقتطفات الأدبية التي نشرت تحت عنوان Little Birds للكاتبة أنايس نين وصفًا شهوانيًا لعقوبة إعدام علنية.
- كما تضمنت رواية Naked Lunch للكاتب ويليام بوروز تصويرًا شهوانيًا غريبًا لعقوبة الإعدام. وفي دعوى إثارة الفحش التي أقيمت ضد بوروز، نجح الدفاع في إثبات أن الرواية تمثل شكلاً جدليًا من أشكال مناهضة عقوبة الإعدام، وبالتالي، فإنها تحمل قيمة سياسية.
- وفي رواية The Chamber للمؤلف جون جريشام، يحاول أحد المحامين المبتدئين إنقاذ جده، المنتمي إلى جماعة الكوكلوكس من الإعدام. وترجع أهمية الرواية في تقديمها لمعلومات مناهضة لعقوبة الإعدام.
- وفي رواية الكاتب برنارد كورنويل المسماة Gallows Thief وهي رواية بوليسية تدور أحداثها في أوائل القرن التاسع عشر خلال ما كان يعرف بالقانون الدموي، وكان عبارة عن مجموعة قوانين تحول العديد من الجرائم الصغيرة إلى جنايات كبيرة يطبق عليها عقوبة الإعدام. يقوم بطل الرواية بدور محقق مكلف بالتحقيق مع رجل مدان، حيث تعمل الصعوبات التي يواجهها بمثابة اتهام صارخ للقوانين الوحشية ولموقف العامة الراضخ السائد عن عقوبة الإعدام.
- وتتناول رواية A Hanging للكاتب «جورج أورويل» تتناول تنفيذ إحدى عقوبات الإعدام التي شهدها أورويل أثناء خدمته كشرطي بورما في العشرينات من القرن العشرين. وقد كتب أورويل في هذا الصدد «إنه لأمر غريب حقًا؛ فحتى هذه اللحظة، لم أتمكن من إدراك الحكمة وراء تدمير حياة رجل كان ينعم بالوعي والصحة. عندما رأيت السجين وهو يخطو ليتجنب قطع الثلج المتساقطة، رأيت اللغز والخطأ الفادح المتمثل في إنهاء حياة شخص وهو في ريعان قوته. هذا الرجل لم يكن قاب قوسين أو أدنى من الموت، بل كان ينبض بالحياة مثلما كنا...»
- ويتناول كتاب المراقبة والمعاقبة: The Birth of The Prison للكاتب ميشيل فوكو عقوبة الإعدام من منظور أنه قد تم التخلص من العذاب إلى حد كبير، حيث أصبحت العقوبة الآن سريعة وبلا ألم. يعتقد فوكو أن العقوبة موجهة في الوقت الحالي للعقاب النفسي أكثر منها للعقاب الجسدي.
- ' 'تتناول رواية A Lesson Before Dying قصة رجل حكم عليه بالإعدام عن طريق الخطأً.

### السينما والتليفزيون والمسرح
- مثلت عقوبة الإعدام أساسًا للعديد من الأفلام، ومن بينها Seed وDead Man Walking و'هو مقتبس من كتاب هيلين بريجيان والميل الأخضر (توضيح)وحياة ديفيد جيل وأيضًا راقصة في الظلام.
- مسرحية Exonerated (التي تحولت فيما بعد إلى فيلم) من تأليف إيريك جينسين وجيسيكا بلانك.
- مسلسل شبكة تليفزيون هوم بوكس أوفيس 'الذي يحمل اسم Oz ركز على التعبير عن وجهتي النظر المؤيدة والمعارضة لتنفيذ عقوبة الإعدام.
- المسلسل التليفزيوني بريزون بريك وهو إنتاج عام 2005، وفيه يحاول البطل إنقاذ أخيه من عقوبة الإعدام من خلال وضع خطة تساعدهما على الهروب من السجن.
- فيلم Let Him Have It يتناول القصة الحقيقية لشاب حكم عليه بالإعدام شنقًا بعد الكثير من الجدل الذي دار حول محاكمته.
- وقام المخرج البولندي كريستوف كيشلوفسكي بعمل فيلم في عام 1988 يحمل عنوان فيلم قصير عن القتل ويعرض الفيلم مشهد قاسي لجريمة قتل تتم بدم بارد ثم إعدام القاتل في نهاية الفيلم.
- The Stoning of Soraya M. فيلم من إنتاج عام 2009 ويتناول قصة فتاة حكم عليها بالإعدام رجمًا

### الموسيقى
- أغنية 16 ON Death Row من ألبومR U Still Down?  [لغات أخرى]‏ للمطرب توباك والذي صدر بعد وفاته. (Remember Me)  [لغات أخرى]‏
- Women's Prison أغنية من ألبوم Van Lear Rose للمطربة الأمريكية لوريتا لين.
- "25 Minutes to Go" أغنية من تأليف شيل سيلفرستين وغناء جوني كاش في ألبوم At Folsom Prison  [لغات أخرى]‏ وفريق Brothers Four..
- أغنية"The Mercy Seat" لفرقة Nick Cave and the Bad Seeds (والتي قام بغنائها أيضًا جوني كاش) تصف إعدام رجل باستخدام الكرسي الكهربائي حيث يظل مصرًا على براءته حتى تحين لحظة الموت، فيعترف بأنه مذنب.
- أغنية «رايد ذي لايتنينغ» لفرقة ميتاليكا تحكي عن قصة رجل حكم عليه بالإعدام بالكرسي الكهربائي على الرغم من أنه لم يكن مذنبًا من الأساس نظرًا لجنونه أو انعدام أهليته.
- «الصلاة الربية» Name لفرقة أيرون ميدن تحكي عن رجل حكم عليه بالإعدام شنقًا.
- وفي أغنية "Green Green Grass of Home" يظهر المطرب وكأنه عائدًا إلى المنزل لكنه في حقيقة الأمر ينتظر تنفيذ حكم الإعدام عليه.
- وسوف يقوم أليس كوبر نجم موسيقى شوك روك [الإنجليزية] باستخدام ثلاثة وسائل مختلفة لتنفيذ عقوبة الإعدام في عروضه المسرحية. وهذه الوسائل الثلاثة هي الإعدام بالمقصلة والإعدام بالكرسي الكهربائي (تم وقف استخدامه) والإعدام شنقًا (أولى وسائل الإعدام ثم تم وقف استخدامها إلى أن أعيدت في جولة 2007).
- ألبوم Freedom Cry يضم مجموعة من الأغاني التي أداها عدد من المساجين المحكوم عليهم بالإعدام في أوغندا، وتم تسجيله من قبل جمعية حقوق المساجين ضمن مشروع السجون الأفريقية والألبوم متاح على النت.[94]
- أغنية Gallows Pole وهي أغنية من التراث الشعبي ترجع لقرون عديدة، أعاد لها شعبيتها Lead Belly عندما أعاد تقديمها. وقد أعاد فريق ليد زيبلين تقديم الأغنية في السبعينيات، وأعيدت لها شعبيتها فيما بعد على يد بايج وبلانت في ألبوم No Quarter الذي ضم أغاني حفلاتهم في جولاتهم التي امتازت بالموسيقى غير الإليكترونية.
- أغنية ve Gotta Get a Message to You  [لغات أخرى]‏ لفرقة بي جيز تتناول قصة رجل أوشك على الإعدام حيث يود إرسال آخر رسالة لزوجته.
- أغنية The Man I Killed لفرقة NOFX من ألبوم Wolves in Wolves' Clothing والتي يغنيها سجين محكوم عليه بالإعدام خلال تنفيذ الحكم عن طريق الحقنة المميتة.
- أغنيةEllis Unit One للمطرب Steve Earle (في فيلم Dead Man Walking) تتناول عقوبة الإعدام من منظور حراس السجن.
- أغنية Dead Man Walking للمطرب Bruce Springsteen (من فيلم Dead Man Walking) تعبر عن وجهة نظر سجين أوشك على تنفيذ عقوبة الإعدام.
- أغنية Long Black Veil" وهي إنتاج 1959 وقد أصبحت رائجة وشهيرة في موسيقى country وfolk في الولايات المتحدة.
- أغنية Capital Punishment لفرقة الروك الهولندية Sandy Coast والتي تم تسجيلها عام 1968.'